# Асамати
Асамати (на македонска литературна норма: Асамати, на албански: Asamati, Osomat) е село в Община Ресен, Северна Македония.

## География
Селото е разположено на североизточния бряг на Преспанското езеро, южно от град Ресен, като от изток остават западните склонове на Пелистер

## История
Районът на селото е много богат на археологически обекти. От дълбока древност в землището на днешното село са съществували редица селища (археологически обекти): Мисурица, селище и некропол от римско време; Прекоп, селище от еленистическата епоха; Ружин гроб, погребална могила от желязната епоха; Свети Архангел, обект от късноантичната епоха; Света Неделя, селище от бронзовата епоха.
Селото се споменава в османски дефтер от 1530 година под името Асомат, спахийски зиамет и тимар, с 27 ханета гяури, 25 ергени гяури и 3 вдовици гяурки.
Църквата „Свети Архангел Михаил“ в село Асамати е изградена през ΧVII век. „Свети Атанасий“ също е стара.
В XIX век Асамати е етнически смесено село в Битолска кааза, Нахия Долна Преспа на Османската империя. В „Етнография на вилаетите Адрианопол, Монастир и Салоника“, издадена в Константинопол в 1878 година и отразяваща статистиката на населението от 1873 година, Адамите (Adamité) е посочено като село с 16 домакинства и 30 жители мюсюлмани и 16 българи.
Според статистиката на Васил Кънчов („Македония. Етнография и статистика“) от 1900 година Самати има 115 жители, от които 30 българи християни и 85 арнаути мохамедани.
На Етнографската карта на Битолския вилает на Картографския институт в София от 1901 година Асамати е смесено село българи, албанци и власи в Битолската каза на Битолския санджак със 17 къщи.
Според официални османски данни по време на Илинденското въстание през лятото на 1903 година в селото изгарят 7 турски и 1 българска къща.
След Илинденското въстание в началото на 1904 година цялото село минава под върховенството на Българската екзархия. По данни на секретаря на екзархията Димитър Мишев („La Macédoine et sa Population Chrétienne“) през 1905 година в Асамати има 48 българи екзархисти и 102 албанци.
При избухването на Балканската война в 1912 година един човек от Асамати е доброволец в Македоно-одринското опълчение. След Междусъюзническата война селото остава в Сърбия.
По време на Първата световна война Асамати е включено в Подмочанска община и има 115 жители.
Според преброяването от 2002 година селото има 175 жители, от които:
| Националност     | Всичко |
| северномакедонци | 68     |
| албанци          | 81     |
| турци            | 26     |
| цигани           | 0      |
| власи            | 0      |
| сърби            | 0      |
| бошняци          | 0      |
| други            | 0      |

## Личности
Родени в Асамати
- Евтим Димитров (1867 – ?), македоно-одрински опълченец, Трета рота на Седма кумановска дружина[15]
- Таип Таипи (1924 – 2001), югославски политик